# Hanul din Spessart (film din 1958)
Hanul din Spessart (titlul original: în germană Das Wirtshaus im Spessart) este un film de comedie vest-german, realizat în 1958 de regizorul Kurt Hoffmann, după Das Wirtshaus im Spessart (1827) al scriitorului Wilhelm Hauff, protagoniști fiind actorii Liselotte Pulver și Carlos Thompson.

## Rezumat
Contesa Franziska este în drum spre Würzburg cu logodnicul ei, baronul Sperling, servitoarea ei și un pastor. În Spessart, trăsura cvartetului are brusc un accident. Adevărul însă, este vorba despre o bandă de tâlhari, când Franziska și tovarășii ei se opresc la un han, tâlharii îi așteaptă deja și îi atacă. Ei o iau pe Contesă ca ostatică pentru a primi o răscumpărare de la tatăl ei. Franziska reușește să scape, travestită în haine bărbătești. Dar când tatăl ei refuză să plătească răscumpărarea pentru ceilalți ostatici și mai trimite în schimb militarii la hanul din Spessart, tânăra se întoarce la ascunzătoarea tâlharilor.

## Distribuție
- Liselotte Pulver – Franziska Comtesse von und zu Sandau
- Carlos Thompson – căpitanul tâlharilor
- Günther Lüders – baronul Sperling
- Rudolf Vogel – bufonul Parucchio
- Wolfgang Neuss – tâlharul Knoll
- Wolfgang Müller – tâlharul Funzel
- Hans Clarin – Peter
- Hubert von Meyerinck – colonelul von Teckel
- Helmuth Lohner – Felix
- Kai Fischer – Bettina, logodnica tâlharului
- Ina Peters – servitoarea Barbara
- Paul Esser – caporalul
- Ralf Wolter – un tâlhar
- Otto Storr – pastorul
- Vera Comployer – hangița
- Veronika Fitz – fetișcana Luise
- Herbert Hübner – Contele Sandau
- Anette Karmann – Adele, fata de la bucătărie
- Ernst Braasch – servitorul Anton
- Heini Göbel – vizitiul Gottlieb
- Karl Hanft – hangiul
- Lina Carstens – bucătăreasa

## Premii
- 1958 Premiul Deutscher Filmpreis de Argint – lui Liselotte Pulver pentru cea mai bună actriță
- 1958 Premiul Ernst-Lubitsch-Preis – Cea mai bună regie pentru filmul Hanul din Spessart